# Senare Liang (De sexton kungadömena)
Senare Liang (后凉; Hòu Liáng) var en stat under tiden för De sexton kungadömena i Kina. Staten existerade år 386 till 403.
Staten grundades av folkgruppen Di.